# Saint-Julien-de-Civry
Saint-Julien-de-Civry – miejscowość i gmina we Francji, w regionie Burgundia-Franche-Comté, w departamencie Saona i Loara.
Według danych na rok 1990 gminę zamieszkiwało 526 osób, a gęstość zaludnienia wynosiła 25 osób/km² (wśród 2044 gmin Burgundii Saint-Julien-de-Civry plasuje się na 437. miejscu pod względem liczby ludności, natomiast pod względem powierzchni na miejscu 413.).